# Aérodrome de Tours - Sorigny
L’aérodrome de Tours - Sorigny (code OACI : LFEN) est un aérodrome civil, ouvert à la circulation aérienne publique (CAP), situé sur la commune de Sorigny à 13 km au sud de Tours en Indre-et-Loire (région Centre, France).
Il est utilisé pour la pratique d’activités de loisirs et de tourisme (aviation légère).

## Installations
L’aérodrome dispose de deux pistes orientées nord-sud (04/22) :
- une piste bitumée longue de 700 mètres et large de 18 ;
- une piste en herbe longue de 330 mètres et large de 20, accolée à la première et réservée aux ULM.

L’aérodrome n’est pas contrôlé. Les communications s’effectuent en auto-information sur la fréquence de 123,500 MHz.
S’y ajoutent :
- des aires de stationnement ;
- des hangars ;
- une station d’avitaillement en carburant (100LL) et en lubrifiant[2].

## Activités

### Loisirs et tourisme
- Aéroclub de Touraine
- Air ouest ULM

### Sociétés implantées
- Air intervention